# 1593년
1593년은 금요일로 시작하는 평년이다.

## 연호
- 명(明) 만력(萬曆) 21년
- 일본(日本) 분로쿠(文禄) 2년
- 후 레 왕조(後黎朝) 꽝흥(光興) 16년
- 막 왕조(莫朝) 캉흐우(康佑) 원년 / 끼엔통(乾統) 원년

## 기년
- 류큐(琉球) 쇼네이왕(尚寧王) 5년
- 명(明) 신종 만력제(神宗 萬曆帝) 21년
- 조선(朝鮮) 선조(宣祖) 26년
- 후 레 왕조(後黎朝) 세종(世宗) 21년

## 사건
- 1월 13일 - 독성산성 전투 발발.
- 2월 6일 ~ 2월 9일 - 제4차 평양성 전투 발발.
- 2월 27일 - 벽제관 전투 발발.
- 3월 14일 - 행주대첩 발발.
- 10월 - 한양을 되찾다.
- 누르하치 동만주 통일

## 탄생
- 4월 27일 - 샤 자한의 왕비 뭄타즈 마할. (~1631년)
- 8월 29일 - 일본 시대 전기의 다이묘 도요토미 히데요리.  (~1615년)
- 12월 2일 - 조선의 왕족 종실 상원군 (이세령). (~1637년)

## 사망
- 7월 27일 - 조선 중기의 문신 이종인. (1556년~)

### 미상
- 조선 중기의 문신 김성일. (1538년~)